# روث روتشا
روث روتشا (بالبرتغالية: Ruth Rocha‏) هي كاتِبة وكاتبة للأطفال برازيلية، ولدت في 2 مارس 1931 في ساو باولو في البرازيل.